# Мирела Балић
Мирела Балић Стефановић (Мадрид, 27. август 1999) шпанска је глумица српског порекла.

## Биографија
Рођена је 27. августа 1999. године у српској породици у Мадриду. Мајка јој је виолончелисткиња, а и она је као мала свирала виолончело али се касније определила за глуму.

## Филмографија

### Филм
| Улоге Миреле Балић |                |               |        |          |
| Година             | Српски назив   | Изворни назив | Улога  | Напомена |
| 2022.              | Код: Император |               | Бранка |          |
| 2023.              |                |               | Соња   |          |
| 2025.              | Лош утицај     |               | Пејтон |          |

### Телевизија
| Улоге Миреле Балић |              |               |                  |          |
| Година             | Српски назив | Изворни назив | Улога            | Напомена |
| 2023—2024.         | Елитна школа |               | Клои Ибара Силва |          |